# Klusterammunition

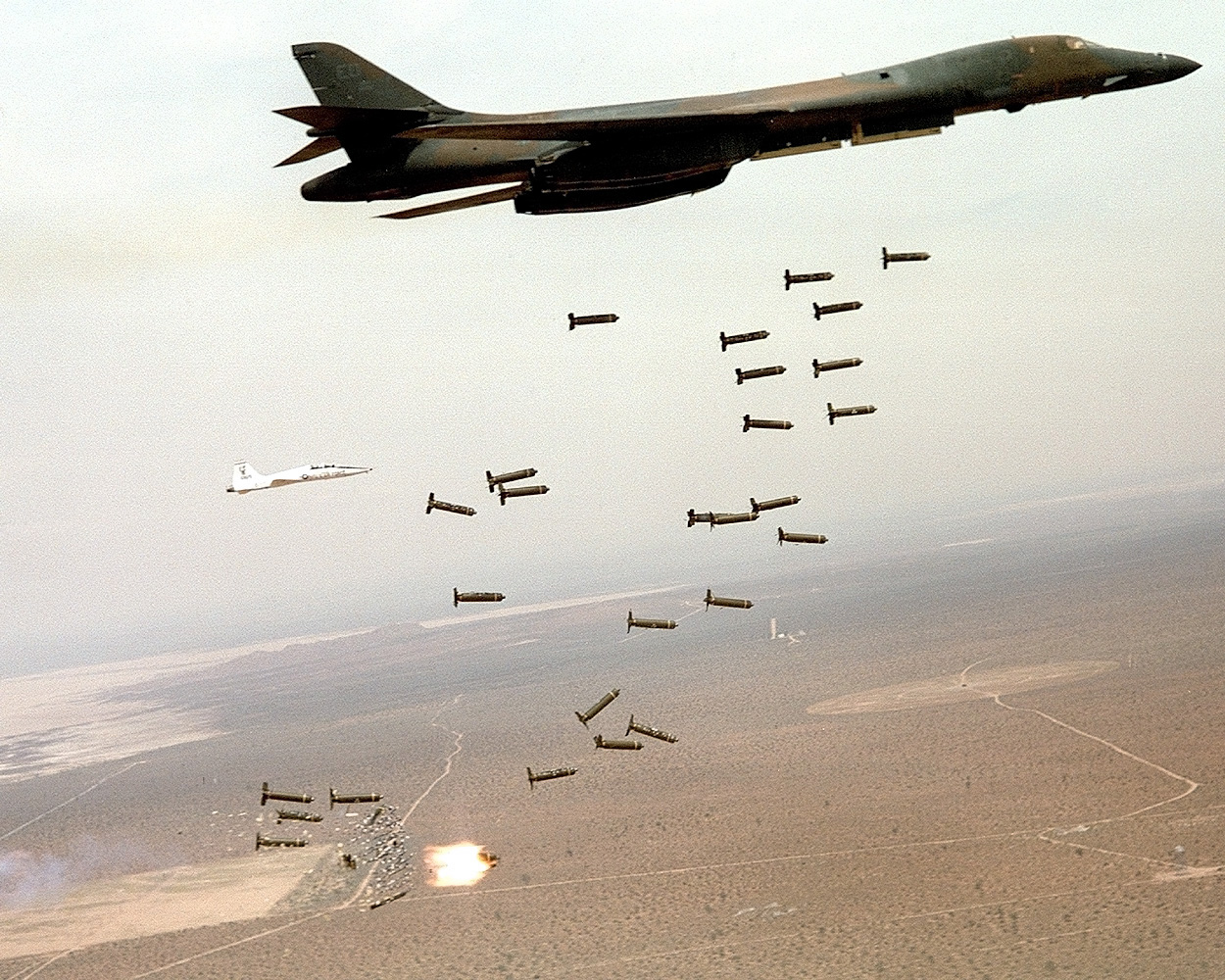
En amerikansk Rockwell B-1 Lancer släpper multipelbomber.

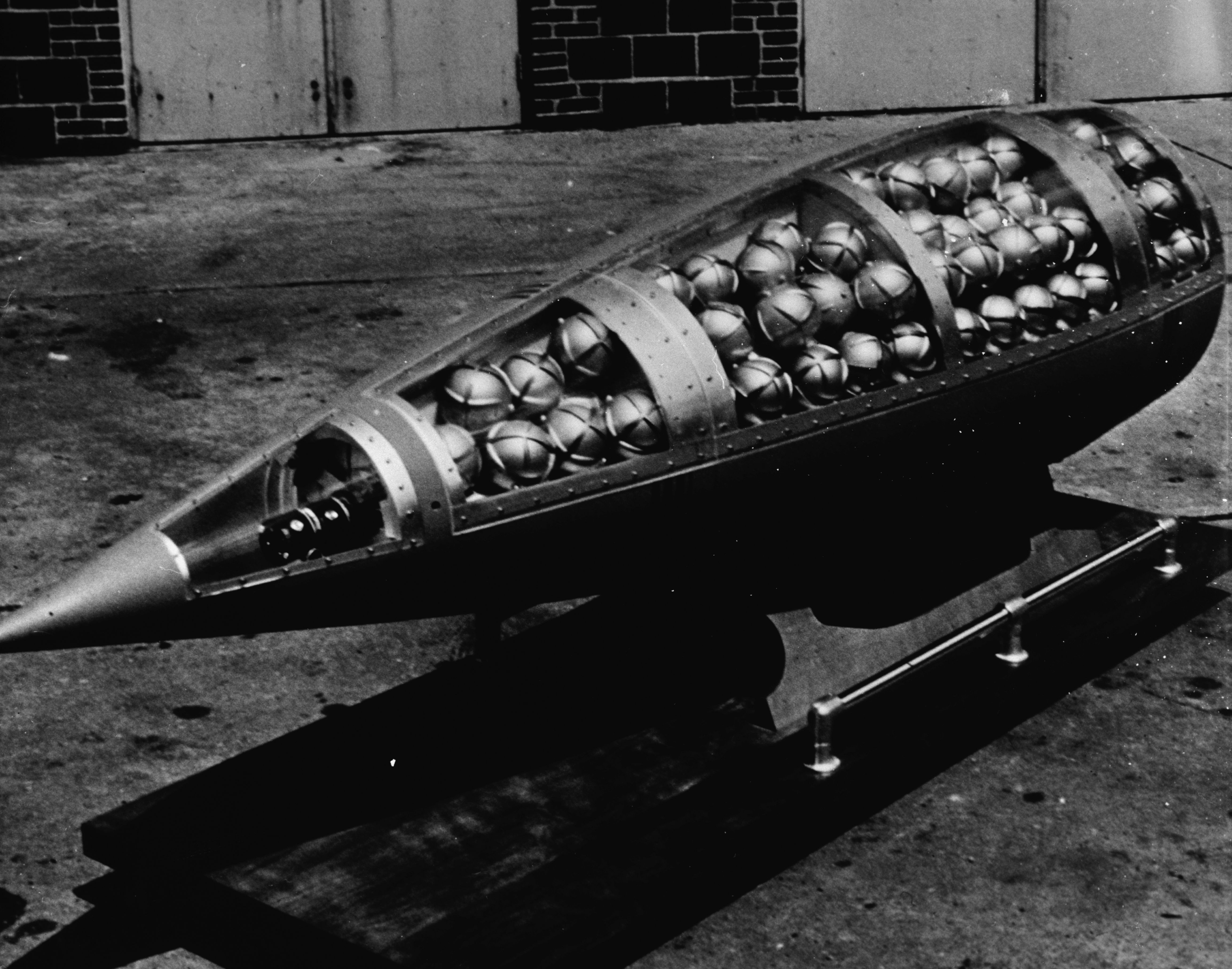
Kemiskstridsspets till MGR-1 Honest John med M134 GB sarin sub-stridsdelarna

Klusterammunition är konventionell ammunition som är konstruerad för att sprida eller frigöra explosiva substridsdelar som var och en väger mindre än 20 kilogram.
Klusterammunition är projektiler som flygbomber, artillerigranater eller robotar där verkansdelen delas upp i ett antal mindre delar, så kallade substridsdelar, under flykt för att bombardera ett större område. Substridsdelarna sprids ut från huvudstridsdelen när denna flyger över målet och exploderar var och en på ett område som kan uppnå 300 kvadratmeter eller mer. Klusterammunition ger större yttäckning än en konventionell bomb eller granat som enbart gör en enda stor explosion.
Klustervapen används främst mot oskyddade eller lätt bepansrade mål, till exempel trupper, uppställda flygplan eller fordonskolonner.

## Multipelstridsdelar
Stridsdelen i multipelvapen med stridsdel kallas för multipelstridsdel och kan monteras i allt från granater till attackrobotar och attackraketer. Multipelstridsdelar är relativt avancerade och dyra för bekämpning av trupp och används därför mest mot fientliga fordon för att orsaka mest ekonomisk skada på fienden.

## Multipelbomber
Multipelvapen som släpps från flygplan i frifallande form kallas multipelbomber men benämns ofta CBU vilket står för den internationella termen Cluster Bomb Units. De kallas ofta för klusterbomber i folkmun efter engelskans "clusterbombs". Multipelbomber är lite mer specialiserade än multipelstridsdelar då hela bomben är från grunden uppbyggd för att enbart vara ett multipelvapen (till skillnad från multipelstridsdelar som kan monteras på befintliga ammunitionsplattformar).

### Användning i Sverige
Multipelbomber har använts i Sverige sedan andra världskriget och benämns bombkapslar istället för multipelbomber i det svenska flygvapnet. Typen har använts på ett flertal svenska stridsflygplan som till exempel Saab 18, Saab 21, Saab 37 och Saab 39. Det första planet i det svenska flygvapnet som kunde släppa bombkapslar var B 18A som kunde bära upp till arton stycken bombkapsel m/43. Denna bombkapsel innehöll tre stycken 12-kilos sprängbomber eller tre stycken 6-kilos brandbomber. Alltså kunde Saab 18 släppa totalt femtiofyra mindre bomber. I modern tid har Sverige haft Bombkapsel 90 till JAS 39 Gripen. Denna bombkapsel var en precisionsstyrd glidbomb vilket gjorde att den kunde fällas på långt avstånd från målet och träffa målet. Viktigast var att substridsdelarna var elektriskt utlösta, och så konstruerade att de var ofarliga så fort batteriet tagit slut.

## Substridsdelar
Substridsdelar är de mindre verkansdelarna i multipelvapen. De kan beskrivas som minibomber eller minigranater och brukar var och sig väga mindre än 20 kg.
Det finns flera olika typer av substridsdelar varav många multipelvapen har ett standardiserat system och kan beväpnas med flera olika typer av substridsdelar för att kunna användas mot flera olika typer av mål. Den vanligaste typen är förfragmenterade substridsdelar med splitterhölje, det vill säga granater med ett metallhölje, fyllda med små metallkulor och en mindre sprängladdning för att skapa så mycket splitter som möjligt. Detta för att täcka den bekämpade ytan med splitter som ger optimal verkan mot den avsedda måltypen, som oftast består av oskyddade och lätt bepansrade mål som till exempel uppställda flygplan. Andra mer specialiserade typer är substridsdelar med RSV-laddning mot pansarfordon eller substridsdelar med brandsats (till exempel zirkoniumpulver) mot icke bepansrade mål som militärbaser och hus (till exempel den amerikanska substridsdelen BLU-97/B).
Vissa substridsdelar är precisionsstyrda för att effektivt kunna slå ut mål som rör på sig (till exempel den svenska Bofors BONUS).
Förr i tiden användes även substridsdelar som spred kemiska stridsmedel men dessa är bannlysta idag sedan 1993 av Konventionen om förbud mot kemiska vapen.
Vissa typer av multipelbomber använder inte konventionella substridsdelar utan sprider andra saker som till exempel olika typer av minor (vissa för att sabotera landningsbanor), sprida flygblad eller sabotera elektronisk utrustning (framförallt i elcentraler) genom att sprida ut fiber och därmed skapa kortslutning (sådana användes av USA i Kosovo 1999).

## Användning
Multipelvapen används främst mot fientliga fordon, oskyddade eller lätt bepansrade, som till exempel uppställda flygplan, helikoptrar eller markfordon, men kan även användas mot fordonskolonner om vapnet är välriktat eller har precisionsstyrning. Multipelvapen kan även användas mot fientliga trupper men som tidigare nämnt är detta ofta inte värt på en ekonomisk nivå.
Användandet av multipelvapen är mycket kontroversiellt, då mellan tio procent och trettio procent av de äldre, mekaniskt utlösta substridsdelarna inte detonerar, utan ligger kvar som blindgångare vilket försvårar återuppbyggnaden av ett bombat område och kan leda till stora civila förluster årtionden efter konfliktens slut. Det främsta exemplet är Vietnamkriget som efterlämnade en mängd blindgångare från amerikanska multipelbomber i Laos och Vietnam.
The New York Times rapporterade 21 oktober 2014 att den ukrainska armén har använt multipelbomber vid flera tillfällen. Detta upptäcktes efter att människorättsgruppen Human Rights Watch gjort en reportageresa till området. Ukraina har dock inte skrivit på internationella avtal som förbjuder multipelbomber. Även proryska rebeller misstänkts ha använt bomberna.

## Konventionen om klusterammunition
I maj 2008 enades 107 länder i Dublin om en konvention mot klusterammunition. Denna konvention var öppen för signering i början av december 2008 och blir juridiskt bindande då 20 stater ratificerat innehållet. Sverige ville ha ett undantag för bombkapsel 90 som fanns på Saab 39 Gripen, detta då tändrören i substridsdelarna är batteridrivna av självförstörande batterier som gör substridsdelarna helt ofarliga snabbt efter landning om antändning inte sker, men detta medges inte av konventionens innehåll vilket innebar skrotning av vapensystemet. Sverige väntade länge men ratificerade till slut konventionen den 23 april 2012.
Ironiskt nog var de länder som förorsakat störst problem med blindgångare även de länder som vägrade delta i konventionen med hänvisning till att de redan byggt upp stora lager av bomber med de problematiska mekaniska utlösarna.